# Луи Мал
Луи Мал (на френски: Louis Malle) е френски режисьор. 

## Биография и творчество
Роден е в заможно семейство, натрупало състояние от производство на захар още по времето на Наполеоновите войни. Получава католическо образование, а впоследствие постъпва в Сорбоната, за да следва политически науки. Детското му увлечение по киното обаче предопределя през 1950 г. да продължи образованието си в Парижкия институт по кинематография.
Започва кариерата си при Робер Бресон като помощник-режисьор. След снимките на два документални филма, получава покана от океанолога Жак-Ив Кусто да стане негов оператор и помощник-режисьор, и двамата заедно създават документалния филм „Светът на мълчанието“ („Le Monde du silence“, 1956), награден със „Златна палма“ през 1956 г. и „Оскар“.
Следващите два филма на Мал се оказват емблематични за зараждащата се Френска нова вълна: „Асансьор за ешафода“ („Ascenseur pour l'echafaud“, 1958) и „Любовници“ („Les Amants“, 1958). В тях дебютира символа на независимото френско кино, Жана Моро.
В следващите му филми „Зази в метрото“ (Zazie dans le metro, 1960), „Vie privee“ (1962), „Le Feu follet“ (1963), „Вива Мария!“ (1965), „Le Voleur“ (1967) роли имат и други известни френски актьори: Брижит Бардо, Ален Делон, Жан-Пол Белмондо, Марчело Мастрояни, Филип Ноаре.
Трагичната драма „Lacombe Lucien“ (1974) изиграва особена роля в живота на Мал. Филмът, разказващ историята на обикновено момче, сътрудничило на фашистките окупатори по време на Втората световна война, предизвиква остри реакции и става една от причините режисьорът да напусне Франция и през следващите 10 години да снима филми в САЩ и Канада.
През 1978 г. Мал режисира филма „Pretty Baby“, в който изгрява звездата на Брук Шийлдс. От този период се отличава филма му „Атлантик сити“ (1980) с Бърт Ланкастър и Сюзън Сарандън.
Завръщайки се във Франция, Луи Мал снима „Сбогом, момчета“ („Au revoir les enfants“, 1987), а един от последните му филми е „Damage“ (1992) с Джеръми Айрънс и Жулиет Бинош.
Луи Мал е носител на много награди на европейски кинофестивали, има и номинации за Оскар. Умира от рак на 23 ноември 1995 г. в Калифорния.

## Избрана филмография

### Режисьор
| Година | Филм                 | Оригинално заглавие       |
| ------ | -------------------- | ------------------------- |
| 1958   | Асансьор за ешафода  | Ascenseur pour l'échafaud |
| 1958   | Любовниците          | Les Amants                |
| 1960   | Зази в метрото       | Zazie dans le metro       |
| 1962   | Личен живот          | Vie privée                |
| 1963   | Блуждаещ огън        | Le feu follet             |
| 1965   | Вива Мария!          | Viva Maria!               |
| 1967   | Крадецът             | Le Voleur                 |
| 1971   | Сърдечен смут        | Le souffle au cœu         |
| 1974   | Лакомб, Люсиен       | Lacombe, Lucien           |
| 1975   | Черна луна           | Black Moon                |
| 1978   | Хубавицата           | Pretty Baby               |
| 1980   | Атлантик сити        | Atlantic City             |
| 1981   | Моята вечеря с Андре | My Dinner with Andre      |
| 1984   | Бедняци              | Crackers                  |
| 1985   | Аламо бей            | Alamo Bay                 |
| 1987   | Сбогом, момчета      | Au revoir les enfants     |
| 1990   | Сняг през май        | Milou in May              |
| 1992   | Щета                 | Damage                    |
| 1994   | Ваня на 42-ра улица  | Vanya on 42nd Street      |